# Kathleen Kirkham
Kathleen Kirkham (Menominee, 15 de abril de 1895 – Santa Bárbara, 7 de novembro de 1961) foi uma atriz norte-americana da era do cinema mudo. Sua mãe, Mrs. L.B. Kirkham, foi uma atriz de teatro antes do casamento.